# Liriomyza chlamydata
Liriomyza chlamydata är en tvåvingeart som först beskrevs av Axel Leonard Melander 1913.  Liriomyza chlamydata ingår i släktet Liriomyza och familjen minerarflugor.
Artens utbredningsområde är Washington. Inga underarter finns listade i Catalogue of Life.